# Sorvilier
Sorvilier ist eine politische Gemeinde im Verwaltungskreis Berner Jura des Kantons Bern in der Schweiz. Der frühere deutsche Name Surbelen wird heute nicht mehr verwendet.

## Geographie
Sorvilier liegt auf 681 m ü. M., 7 km südwestlich des Orts Moutier (Luftlinie). Das Dorf erstreckt sich in der Talniederung der Birs beidseits des Flusses, im Becken des Juralängstals Vallée de Tavannes.
Die Fläche des 7,0 km² grossen Gemeindegebiets umfasst einen Abschnitt im östlichen Teil des Vallée de Tavannes. Vom Talboden der Birs reicht das Gebiet nordwärts über die Höhe von Golat (778 m ü. M.) in das Seitentälchen des Baches von Champoz und bis an den Südhang der nördlich anschliessenden Jurakette des Mont Girod (bis 910 m ü. M.). Nach Süden erstreckt sich Sorvilier über den Steilhang der Forêt de l’Envers auf den breiten Kamm der Montoz-Kette, auf der mit 1300 m ü. M. der höchste Punkt der Gemeinde erreicht wird. Hier befinden sich ausgedehnte Jurahochweiden mit den typischen mächtigen Fichten, die entweder einzeln oder in Gruppen stehen. Von der Gemeindefläche entfielen 1997 4 % auf Siedlungen, 49 % auf Wald und Gehölze, 46 % auf Landwirtschaft, und etwas weniger als 1 % war unproduktives Land.
Zu Sorvilier gehören mehrere Einzelhöfe, darunter auch diejenigen auf dem Montoz (Montagne de Sorvilier). Nachbargemeinden von Sorvilier sind Valbirse, Champoz, Court, Romont und Péry.

## Bevölkerung
Mit 283 Einwohnern (Stand 31. Dezember 2023) gehört Sorvilier zu den kleinen Gemeinden des Berner Juras. Von den Bewohnern sind 90,4 % französischsprachig, 7,0 % deutschsprachig, und 1,1 % sprechen Albanisch (Stand 2000). Die Bevölkerungszahl von Sorvilier belief sich 1850 auf 316 Einwohner, 1900 auf 438 Einwohner. Seit 1930 (453 Einwohner) wurde insgesamt ein deutlicher Rückgang verzeichnet.

## Politik
Bei den Nationalratswahlen 2023 betrugen die Wähleranteile in Sorvilier (in Klammern die Veränderung im Vergleich zu den Wahlen 2019 in Prozentpunkten): SVP 34,55 % (+4,10), SP 25,87 % (+7,21), Grüne 13,03 % (+1,70), EDU 11,02 % (+3,13), FDP 3,88 % (+2,55), Mitte 3,69 % (−18,81), EVP 3,26 % (+2,92), glp 1,25 % (−2,09), PdA/Sol. 0,00 % (−1,06).

## Wirtschaft
Sorvilier ist ein noch landwirtschaftlich geprägtes Dorf, wobei Milchwirtschaft und Viehzucht überwiegen, im Tal gibt es etwas Ackerbau. Im ausgehenden 18. Jahrhundert liessen sich in Sorvilier einige Betriebe der Uhrenindustrie nieder. Heute gibt es etwas lokales Kleingewerbe. Viele Erwerbstätige sind jedoch Wegpendler und arbeiten in den Industriegemeinden des Vallée de Tavannes.

## Verkehr
Die Gemeinde ist verkehrsmässig gut erschlossen. Sie liegt an der rege befahrenen Hauptstrasse von Delémont nach Tavannes. 2015 wurde im Vallée de Tavannes die Autobahn A16 gebaut, die das schweizerische Nationalstrassennetz mit dem französischen Autobahnnetz verbindet. Am 16. Dezember 1876 wurde die Eisenbahnstrecke von Court nach Tavannes mit einem Bahnhof in Sorvilier eingeweiht.

## Geschichte

Luftbild (1955)

Die erste schriftliche Erwähnung des Dorfes unter dem Namen Soruruillier geht auf das Jahr 1148 zurück. Zahlreiche weitere Schreibweisen erscheinen in der Folgezeit: Sororviler (1179), Sororvilier (1308), Syrenvilier (1329), Survelier (1439) und 1461 erstmals Sorvilier. Der Ortsname leitet sich vom lateinischen Villa Sororum (Dorf der Schwestern) ab. Das Stift Moutier-Grandval, die Abtei Bellelay und das Fürstbistum Basel besassen Güter in Sorvilier. Das Dorf unterstand seit dem 12. Jahrhundert der Propstei Moutier-Grandval. Von 1797 bis 1815 gehörte Sorvilier zu Frankreich und war anfangs Teil des Département Mont-Terrible, das 1800 mit dem Département Haut-Rhin verbunden wurde. Durch den Entscheid des Wiener Kongresses kam der Ort 1815 an den Kanton Bern zum Bezirk Moutier. Im 19. und zu Beginn des 20. Jahrhunderts gab es mehrere grosse Dorfbrände.
Am 17. September 2017 kam es in Sorvilier zu einer Abstimmung darüber, ob die Gemeinde im Kanton Bern verbleiben oder in den Kanton Jura wechseln soll. Mit 121 (66,1 %) zu 62 Stimmen (33,9 %) sprachen sich die Stimmberechtigten ‒ anders als jene von Moutier am 18. Juni 2017 ‒ klar für den Verbleib im Kanton Bern aus.

## Sehenswürdigkeiten
Die beiden Ortsteile werden durch eine 1773 erbaute Steinbrücke über die Birs verbunden. Im alten Dorfteil südlich der Birs sind einige charakteristische Bauernhäuser aus dem 17. bis 19. Jahrhundert sowie mehrere Speicher erhalten. Das Schulhaus mit Glockentürmchen wurde 1840 im Stil des Spätklassizismus errichtet. Sorvilier besitzt keine eigene Kirche, es gehört zur Pfarrei Court.

## Bilder

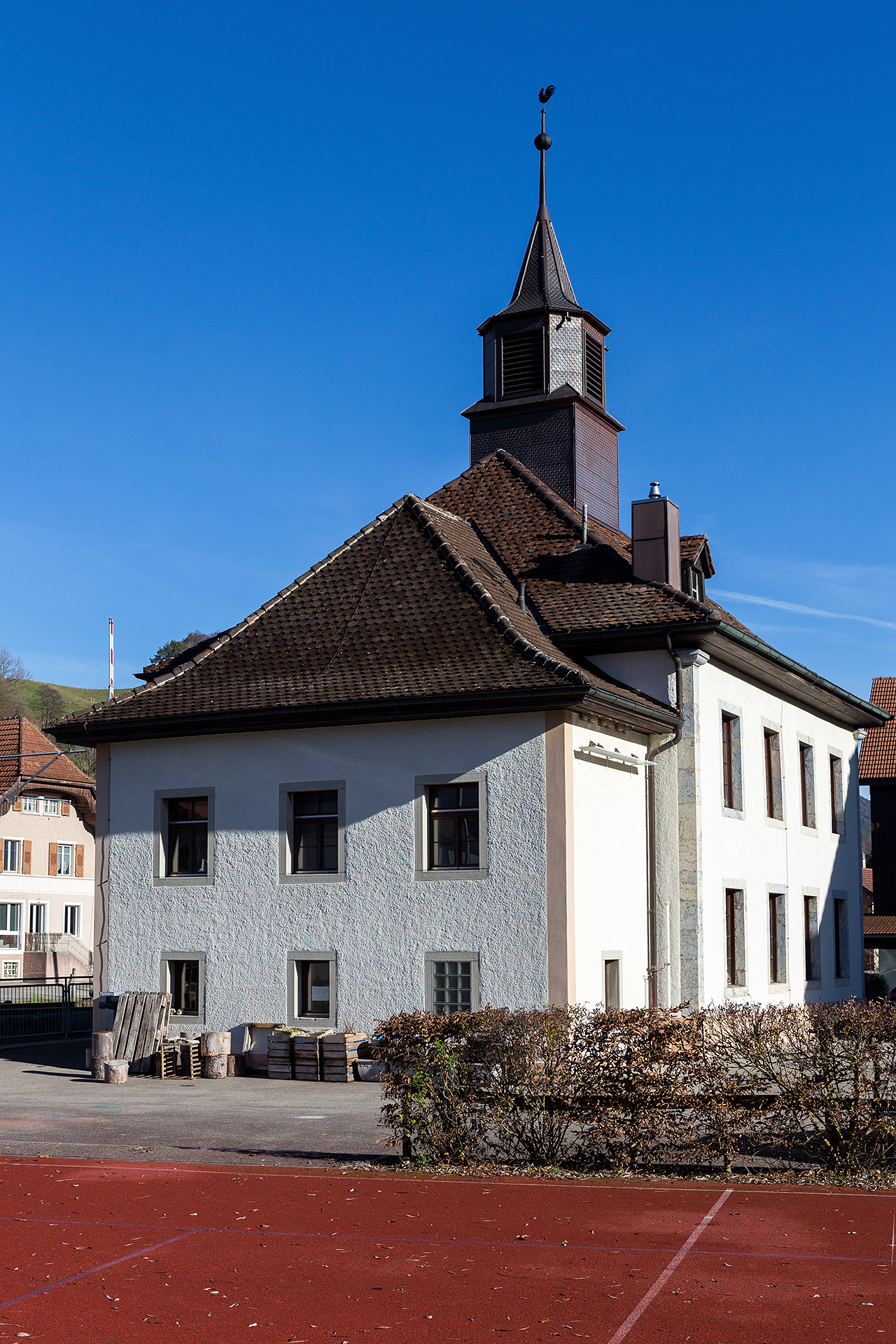
Schulhaus
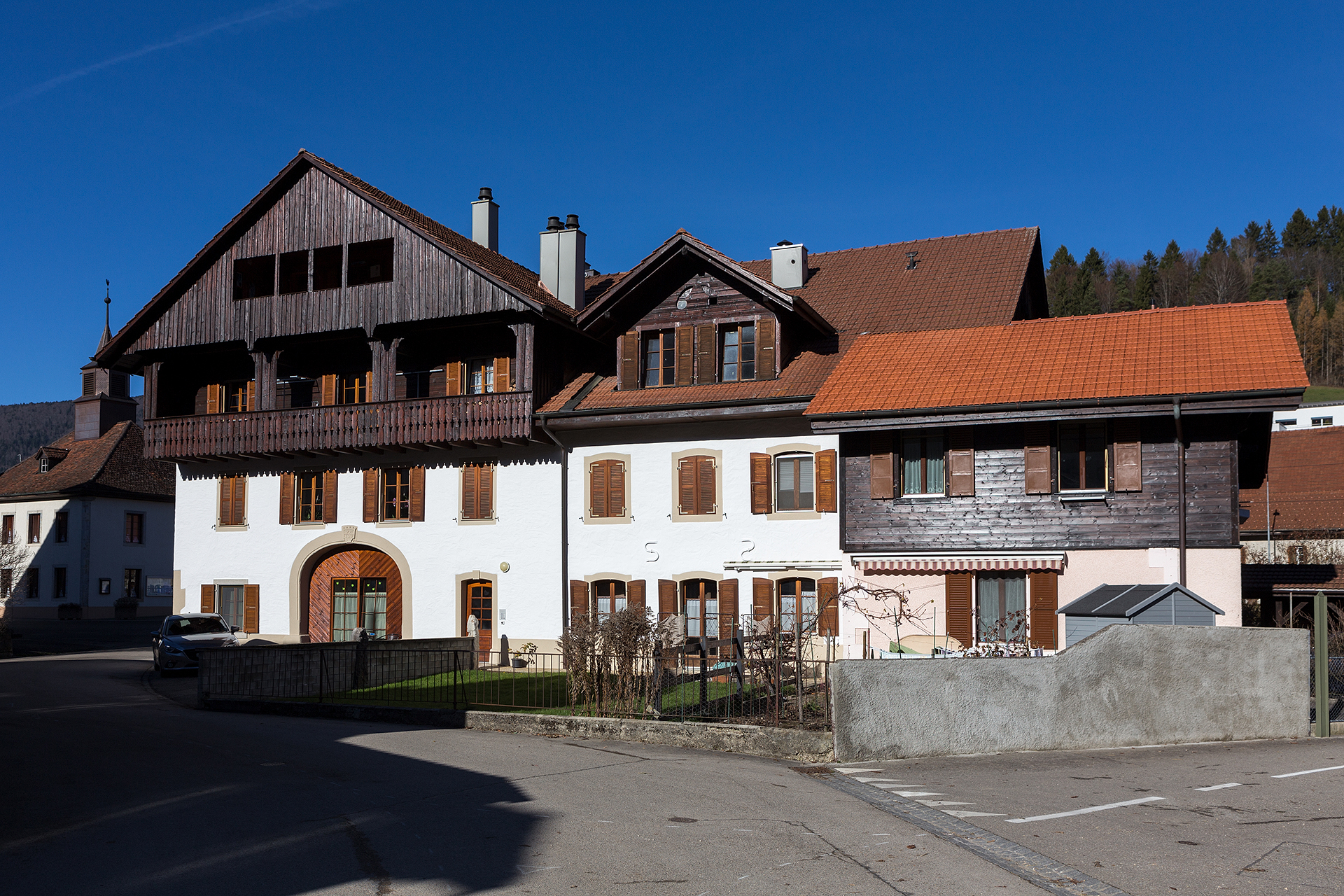
Bauernhaus
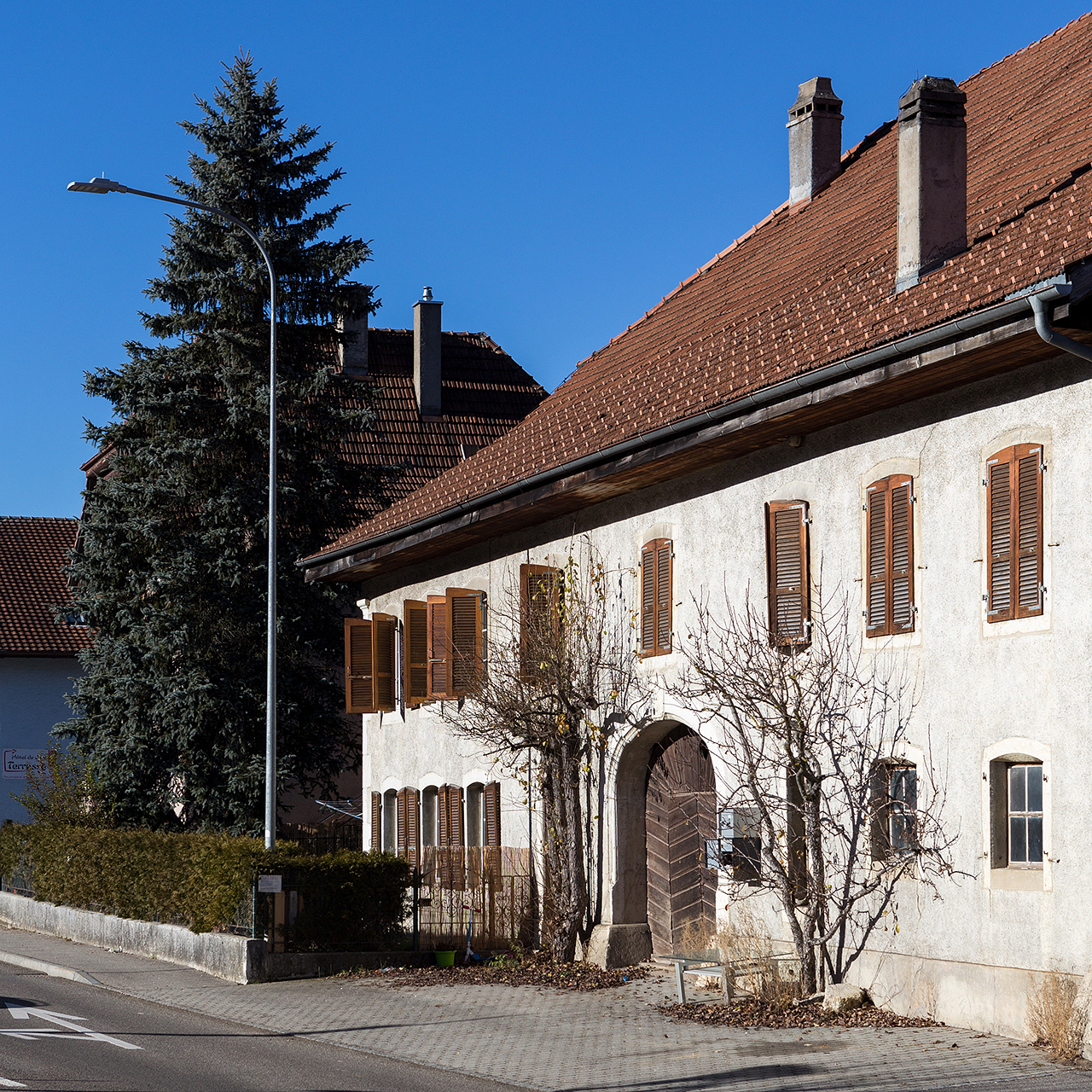
Bauernhaus, 1797
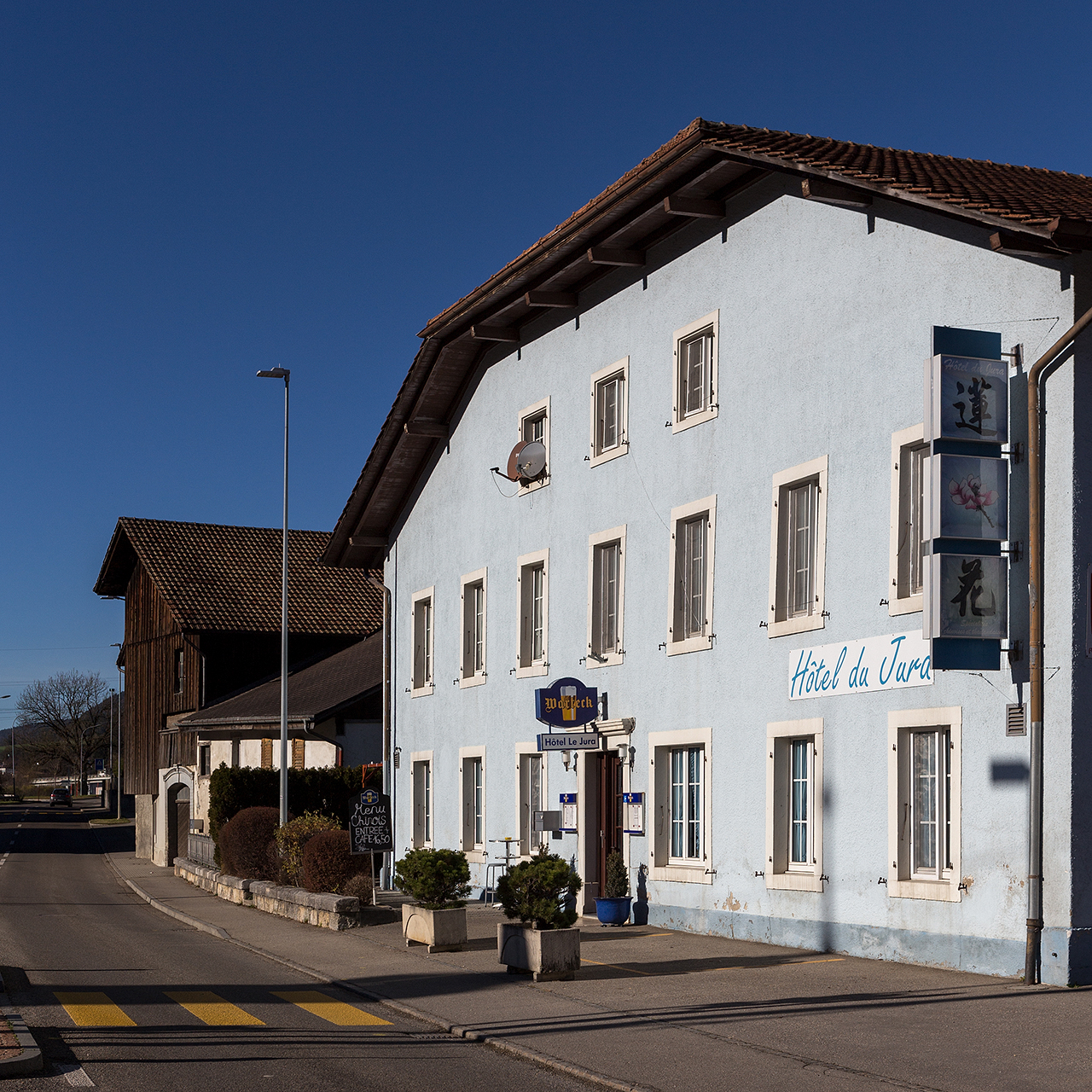
Hôtel du Jura
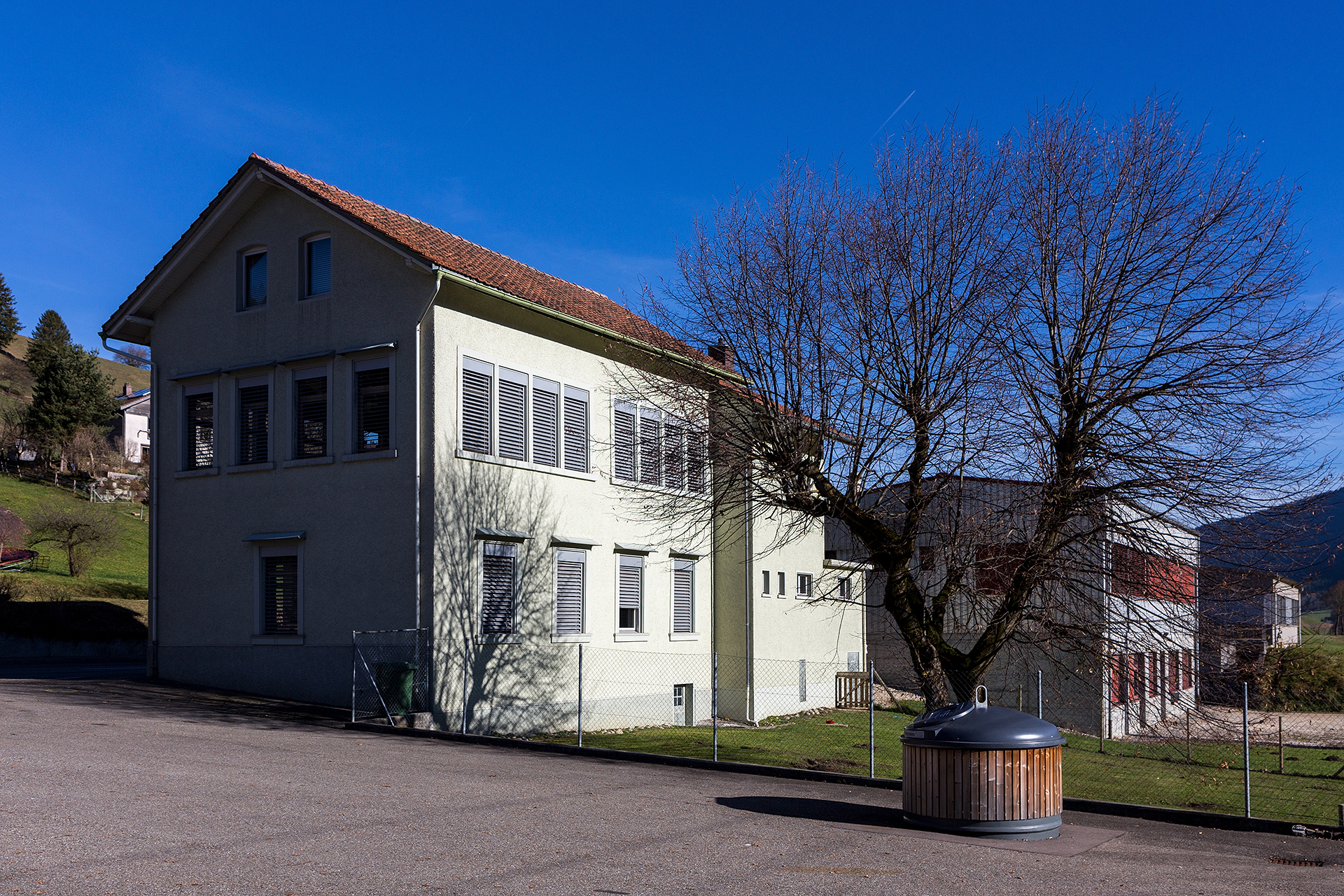
Décolletage-Betriebe